# 7543 Prylis
7543 Prylis (1973 SY) là một Trojan của Sao Mộc được phát hiện ngày 19 tháng 9 năm 1973 bởi Cornelis Johannes van Houten, Ingrid van Houten-Groeneveld và Tom Gehrels ở Đài thiên văn Palomar.